# اتحاد القوى الديمقراطية (موريتانيا)
اتحاد القوى الديمقراطية هو حزب سياسي موريتاني يرأسه أحمد ولد داداه.
تأسس هذا الحزب سنة 1991 وشارك في انتخابات 1992 الرئاسية والبرلمانية، ثم سرعان ما تم حظره سنة 2000 ليعود بعد ذلك تحت اسم «تكتل القوى الديمقراطية» يعتبر هذا الحزب أكبر حزب سياسي موجوج في موريتانيا. وعن هذا الحزب تفرعت كثير من الأحزاب السياسية الأخرى. وأنجب الكثير من القادة السياسية في البلد

## وصلات داخلية
- موريتانيا

## روابط خارجية
- الموقع الرسمي للحزب